# جيمس إتش. ماكدونالد
جيمس إتش. ماكدونالد هو سياسي أمريكي، ولد في 15 مارس 1832 في إنفرنيس في المملكة المتحدة، وتوفي في 19 يناير 1889 في بلدة ستامباو في الولايات المتحدة. نشط حزبياً في الحزب الجمهوري. وقد انتخب نائب حاكم ميشيغان ‏.